# Arroio Santa Bárbara (afluente do rio Ijuí)
O arroio Santa Bárbara é um arroio brasileiro do estado do Rio Grande do Sul. Passa pelos distritos de Comandaí e Rincão dos Mendes, em Santo Ângelo, até desaguar no rio Ijuí.